# SPA 25C
Le SPA 25 C était un camion léger lancé en 1920 par le constructeur italien SPA qui sera racheté par Fiat V.I. en 1926.
Ce camion a été choisi par l'armée du Roi d'Italie, le Regio esercito pour succéder au Fiat 15 Ter. Il fut le protagoniste de tous les conflits de l'entre-deux-guerres avant d'être relégué au second rôle au cours de la seconde guerre mondiale.

## Histoire
Le camion léger SPA 25 était disponible en deux versions chacune avec un moteur spécifique. Le SPA 25 C/10 dont le moteur affichait une cylindrée de 2,8 litres et le SPA 25 C/12 avec un moteur de 4,5 litres. Le moteur du SPA 25 C/10 était un 4 cylindres essence monobloc en fonte, avec distribution à soupapes latérales et refroidissement par eau via une pompe centrifuge. L'allumage se faisait au moyen d'un magnéto Marelli SA 4 et le mélange était assuré par un carburateur Zenith 36 HA horizontal. Le moteur était lancé à l'aide d'une manivelle, sauf pour les exemplaires disposant d'une batterie qui bénéficiaient d'un démarreur électrique.
L'étanchéité de l'embrayage multidisque en acier était assurée par des joints en amiante. La boîte de vitesses disposait de 4 rapports pour la marche avant plus un pour la marche arrière. La suspension était assurée par des ressorts à lames et les roues à jante à voile munis de pneus de 895x135 mm étaient jumelées à l'arrière. Les freins à tambour étaient montés sur les roues arrière. Le plateau mesurait 2,90 m de long et 1,68 m de large.

## La version militaire
Le modèle militaire se distinguait de la version civile par un empattement plus court et une charge utile réduite. La cabine pouvait être soit ouverte et couverte par une capote repliable, soit rigide avec pare-brise et portières. Les évolutions en cours de production touchèrent le radiateur et les garde-boue. Dans le cas des véhicules disposant d'une installation électrique, les phares à l'acétylène étaient remplacés par des phares électriques.
Le SPA 25 C fut choisi par l'armée du Roi d'Italie pour succéder aux glorieux Fiat 15Ter et Fiat 18. Il fut le protagoniste de tous les conflits de l'entre-deux-guerres avant d'être relégué au second rôle au cours de la seconde guerre mondiale.
La production du camion léger standard utilisé par le Regio Esercito au cours de la Grande Guerre, le Fiat 15 Ter, fut arrêtée en 1922. Il fallait donc lui trouver un successeur, qu'il s'agisse d'un nouveau développement ou d'un modèle existant sur le marché civil. Le choix des militaires se porta sur le SPA 25 C/10, dont un premier lot fut commandé en 1924. Par rapport à son prédécesseur, la charge utile passait de 1 500 kg à 2 500 kg (d'où l'appellation de SPA 25, les charges étant exprimées en quintaux en Italie). Malgré le rachat de SPA par Fiat en 1926, trois séries se succédèrent sur les chaînes de production jusqu'en 1932. Outre l'Esercito, la Regia Aeronautica utilisa également ce camion.
Le SPA 25 s'illustra en premier lieu durant la conquête de la Libye, où certains furent armés de mitrailleuses Schwarzlose de 8 mm et équipés de plaques de blindage, modifications réalisées par l'atelier de Benghazi. Il participa ensuite à la campagne d'Éthiopie, où furent envoyés 436 exemplaires du modèle de base, 125 camions citernes et 272 ambulances pour le seul front Nord.
Bien que déjà considéré comme un peu dépassé lors de la guerre civile espagnole, le SPA 25 était encore en dotation dans bon nombre de régiments de cavalerie et de bersaglieri au début de la Seconde Guerre mondiale.

## Les versions civiles spéciales
De nombreuses versions de carrosseries dérivées du SPA 25 virent le jour : ambulance, autobus, fourgon frigorifique, transport d'animaux, fourgon-atelier, fourgon radio, fourgon pompe, camion de pompiers et citerne.

### Ambulance
La production d'ambulances sur châssis SPA 25 C10 atteignit 560 exemplaires. Les châssis réalisés par SPA étaient carrossés par Garavini, à Turin. Le compartiment sanitaire recevait 6 civières.

### Pompiers
Les pompiers mirent en œuvre des fourgons pompes sur châssis de SPA 25 C10 et C12. Les châssis étaient le plus souvent transformés par les ateliers des sapeurs-pompiers eux-mêmes. La pompe, montée sur l'avant ou l'arrière du véhicule, pouvait être de marque Drouville ou Fiat-Tamini.

### L'autobus SPA 25C
L'autobus SPA 25C est un autobus construit sur le châssis dérivé de celui du camion SPA 25C, spécialement modifié et abaissé pour faciliter l'accès des voyageurs.

## Le camion SPA 25C/Pologne "Ursus"

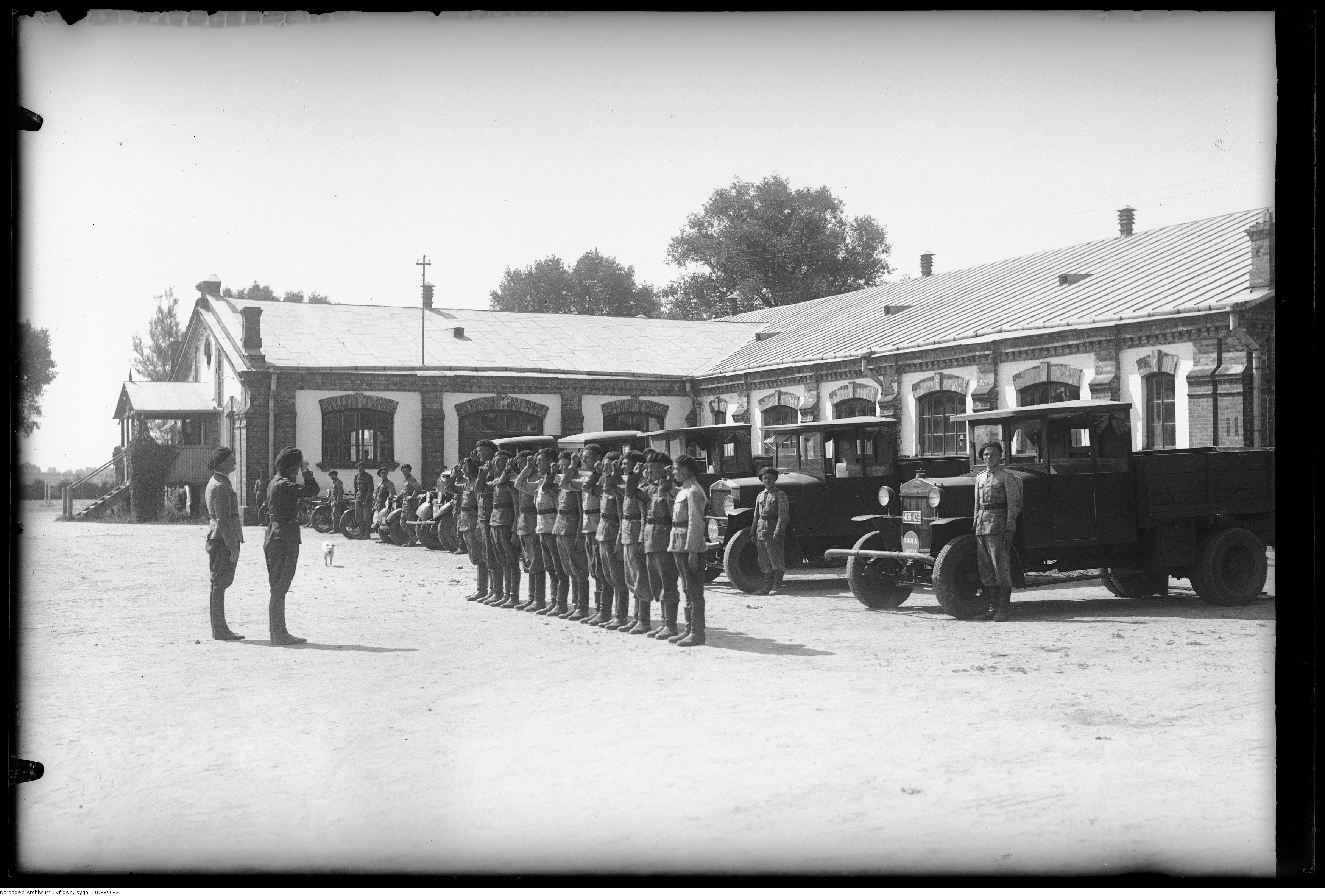
Un SPA 25C/Ursus A de l'Armée polonaise

Au mois de mai 1924, le Ministère de la Défense polonais signa un contrat avec la société "Ursus" pour la fourniture de 200 camions de 3 tonnes Berliet CBA et pour 100 camions SPA de 1,5 tonne. Le 1er lot devait être importé mais le 2e lot devait être assemblé localement sous forme de CKD et le 3e devait être fabriqué sous licence dans l'usine de Czechowice près de Varsovie. En fait, la commande initiale sera complètement revue car l'armée polonaise ne retiendra que le camion italien et achètera 375 exemplaires du modèle SPA 25C/Pologne.
52 exemplaires seront également fabriqués localement par la société Ursus. Livrés le 11 juillet 1928, ils différaient du modèle original italien SPA 25C/Pologne fabriqué à Turin simplement par quelques adaptations liées aux conditions climatiques polonaises. Ursus en dérivera un nouveau modèle appelé Ursus A qu'il produira jusqu'en 1931 à 1 200 exemplaires.